# 姜彬
姜彬（1921年—2004年），笔名天鹰，男，浙江慈溪人，中国民间文艺学家，上海社会科学院文学研究所原所长、研究员，中国民间文艺家协会原副主席，上海市文学艺术界联合会原副主席。